# المناصره (حجة)
المناصره هي إحدى قرى الجمهورية اليمنية. تتبع جغرافيا لمحافظة حجة وإداريًا لمديرية بني قيس الطور. يبلغ تعداد سكانها 3151 نسمة حسب الإحصاء الذي أجري عام 2004.